# Dolors Marín Silvestre
Pour les articles homonymes, voir Marín et Silvestre.
Dolors Marín Silvestre, née à L'Hospitalet de Llobregat en 1957, est une historienne et universitaire espagnole, spécialisée dans l'histoire des mouvements sociaux européens, notamment dans le domaine des droits des femmes et de leur place dans la résistance envers le système politique.
Elle est l'une des personnalités contemporaines du processus de la récupération historique de l'histoire des femmes pendant la guerre d'Espagne, passée sous silence à la suite de l'installation de la dictature de Franco.

## Biographie
Originaire de la ville de L'Hospitalet de Llobregat, près de Barcelone, Dolors Marín oriente tout d'abord sa carrière universitaire vers l'histoire de la culture libertaire en Catalogne, en particulier dans l'étude de l'organisation des groupes anarchistes et de leur résistance armée contre les nationalistes.
En 1995, est est diplômée en géographie et en histoire de l'Université de Barcelone (UB), autrice de la thèse intitulée "De la llibertat per coneixer, au coneixement de la llibertat: l'adquisicio de culture en la tradicio llibertaria" (en français : De la liberté par la connaissance à la connaissance de la liberté. L'acquisition de la culture dans la tradition libertaire). Elle y aborde notamment la question de l'imaginaire culturel et les pratiques des anarchistes en Catalogne.
Elle étudie également pendant trois ans à la Sorbonne, à Paris, où elle effectue un travail de recherche de sociologie comparée sur les mouvements culturels des années 1920 de France et de Catalogne : (individualisme, néomalthusianisme, amour libre, esperantisme).
Durant sa vie de chercheuse, Dolors Marín publie plus d'une dizaine d'ouvrages et participe à de nombreuses revues scientifiques. Elle fait partie, depuis 1988, du conseil de rédaction de la revue Librepensamiento, éditée par le syndicat espagnol de la Confédération Générale du Travail (CGT). Elle est également membre de l'équipe de rédaction du Diccionari biogràfic de dones (en français : Dictionnaire biographique des femmes), du réseau universitaire de la Xarxa Vives d'Universitats, un projet soutenu par la Généralité de Catalogne et le Conseil insulaire de Majorque pour faire connaître la contribution des femmes dans l'histoire du pays, avant et pendant la guerre d'Espagne. C'est dans ce domaine qu'elle étudie le travail du mouvement Mujeres libres, organisation féministe anarchiste dont l'histoire est passée sous silence durant la dictature franquiste.
Au sein de la recherche contemporaine, Dolors Marín a ainsi contribué à mettre en lumière les femmes pionnières de la lutte féministe et ouvrière telles que la journaliste Angeles López de Ayala (1858-1926), la femme politique Teresa Claramunt (1862-1931) ou encore la poétesse Lucía Sánchez Saornil (1895-1970).